# Fabian Dörfler
Fabian Dörfler (* 8. September 1983 in Bayreuth) ist ein deutscher Slalom-Kanute. Er startet für den Verein Kanu Schwaben Augsburg.
Dörfler gewann bei den Kanuslalom-Weltmeisterschaften 2005 den Titel im Einer-Kajak (K1) der Herren. Bei den Weltmeisterschaften 2007 holte er im Einzelwettbewerb die Silbermedaille hinter dem Franzosen Sebastien Combot und gewann in der Mannschaft mit Alexander Grimm und Erik Pfannmöller seinen zweiten WM-Titel. In den Jahren 2005 und 2007 konnte er außerdem den Gesamtweltcup im K1 gewinnen. 2013 erreichte er den 3. Rang in diesem Wettbewerb.
Bei der nationalen Qualifikation um den einzigen deutschen Startplatz für die Olympischen Spiele 2008 in Peking unterlag er Alexander Grimm, der dort Olympiasieger wurde.